# Lechonow-Bor
Lechonow-Bor (ros. Лехонов-Бор) – wieś (ros. деревня, trb. dieriewnia) w zachodniej Rosji, w osiedlu wiejskim Titowszczinskoje rejonu diemidowskiego w obwodzie smoleńskim.

## Geografia
Miejscowość położona jest nad Lesnowką, przy drodze regionalnej 66N-0520 (66K-11 – Lechonow-Bor), 1,5 km od drogi regionalnej 66K-11 (R120 / Olsza – Diemidow – Wieliż – granica z obwodem pskowskim), 6,5 km od centrum administracyjnego osiedla wiejskiego (Titowszczina), 8,5 km od centrum administracyjnego rejonu (Diemidow), 56 km od stolicy obwodu (Smoleńsk), 33 km od granicy z Białorusią.
W granicach miejscowości znajduje się ulica Małachowskaja (5 posesji).

## Demografia
W 2010 r. miejscowość zamieszkiwały 2 osoby.

## Historia
W czasie II wojny światowej od lipca 1941 roku wieś była okupowana przez hitlerowców. Wyzwolenie nastąpiło we wrześniu 1943 roku.